# Oberhofen im Inntal
Oberhofen im Inntal ist eine Gemeinde mit 1924 Einwohnern (Stand 1. Jänner 2024) im Bezirk Innsbruck-Land in Tirol (Österreich).  Die Gemeinde liegt im Gerichtsbezirk Telfs.

## Geografie
Oberhofen liegt im Oberinntal, auf der südlichen Talseite, nahe Telfs. Das Gemeindegebiet steigt vom 600 Meter hoch liegenden Inntal im Norden zuerst bewaldet dann über Almen nach Süden an. Höchster Punkt ist der 2884 m hohe Rietzer Grieskogel. Von den 19 Quadratkilometer Fläche sind vierzig Prozent bewaldet, ein Viertel Almen und etwas unter zwanzig Prozent werden landwirtschaftlich genutzt.
Oberhofen konnte seinen dörflichen Charakter bewahren. Reizvoll anzusehen sind im Besonderen die aneinander gereihten Häuser entlang der alten, nun verlandeten Uferkante des Inn am nördlichen Rand des Ortszentrums.

### Nachbargemeinden
|              | Telfs                                       |           |
| Pfaffenhofen | Kompassrose, die auf Nachbargemeinden zeigt | Flaurling |
| Rietz (IM)   | Stams (IM)                                  |           |

## Geschichte
Ausgrabungen zeigen, dass das Gebiet schon in der späten Steinzeit und in der Bronzezeit besiedelt war. In einer Urkunde des Jahres 799 wird ein Oparinhof genannt, das der edle Gaio dem Kloster Schlehdorf in Bayern schenkt. Erstmals urkundlich genannt wird der Ort als „Oberenhouen“ bereits in den Jahren 1115–1122 anlässlich einer dortigen Besitzübertragung zu Gunsten des Stifts Rottenbuch.
Bereits im Jahr 1177 wird eine Kapelle zu Ehren des Heiligen Nikolaus erwähnt, kirchlich gehörte Oberhofen zur Urpfarre Pfaffenhofen-Flaurling.
Im Jahr 1313 bilden die Oberhover und Pfaffenhover eine  gemeinsame Steuergemeinde mit 90 Steuerzahlern. In der Folge ist Oberhofen viele Jahrhunderte über die Burg Hertenberg mit Pfaffenhofen verbunden.
Die heutige Kirche wurde nach mehrjähriger Bauzeit 1745 geweiht. Über ein Frühmessen-Benefizum 1773, eine Kuratie 1844 wurde Oberhofen 1891 eine eigenständige Pfarre.
Von der Gemeinde Pfaffenhofen trennte Oberhofen sich 1786.

### Bevölkerungsentwicklung
EinwohnerJahr60090012001500180021001860189019201950198020102040EinwohnerEinwohnerentwicklung von Oberhofen im Inntal

## Kultur und Sehenswürdigkeiten

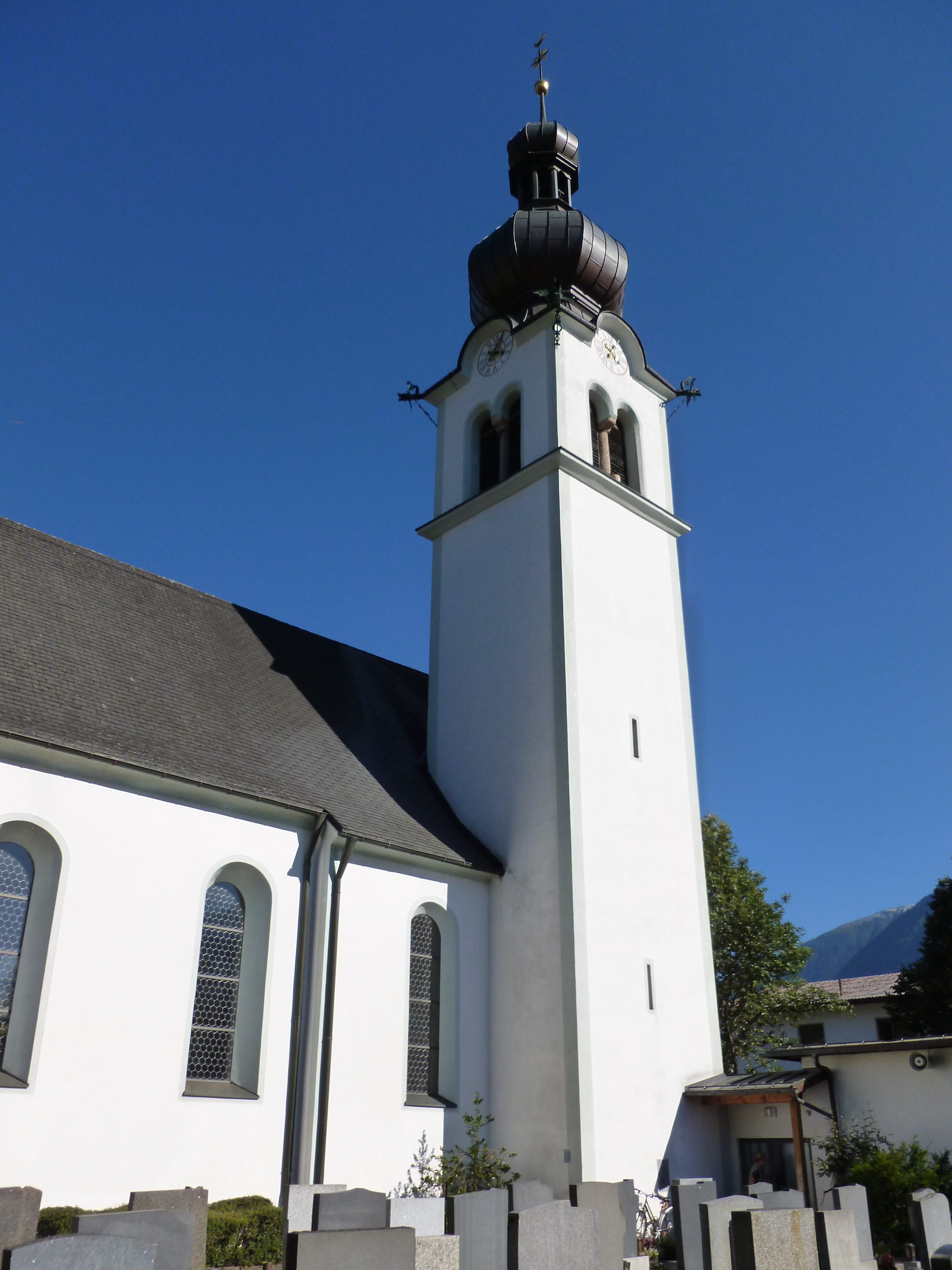
Pfarrkirche Oberhofen im Inntal

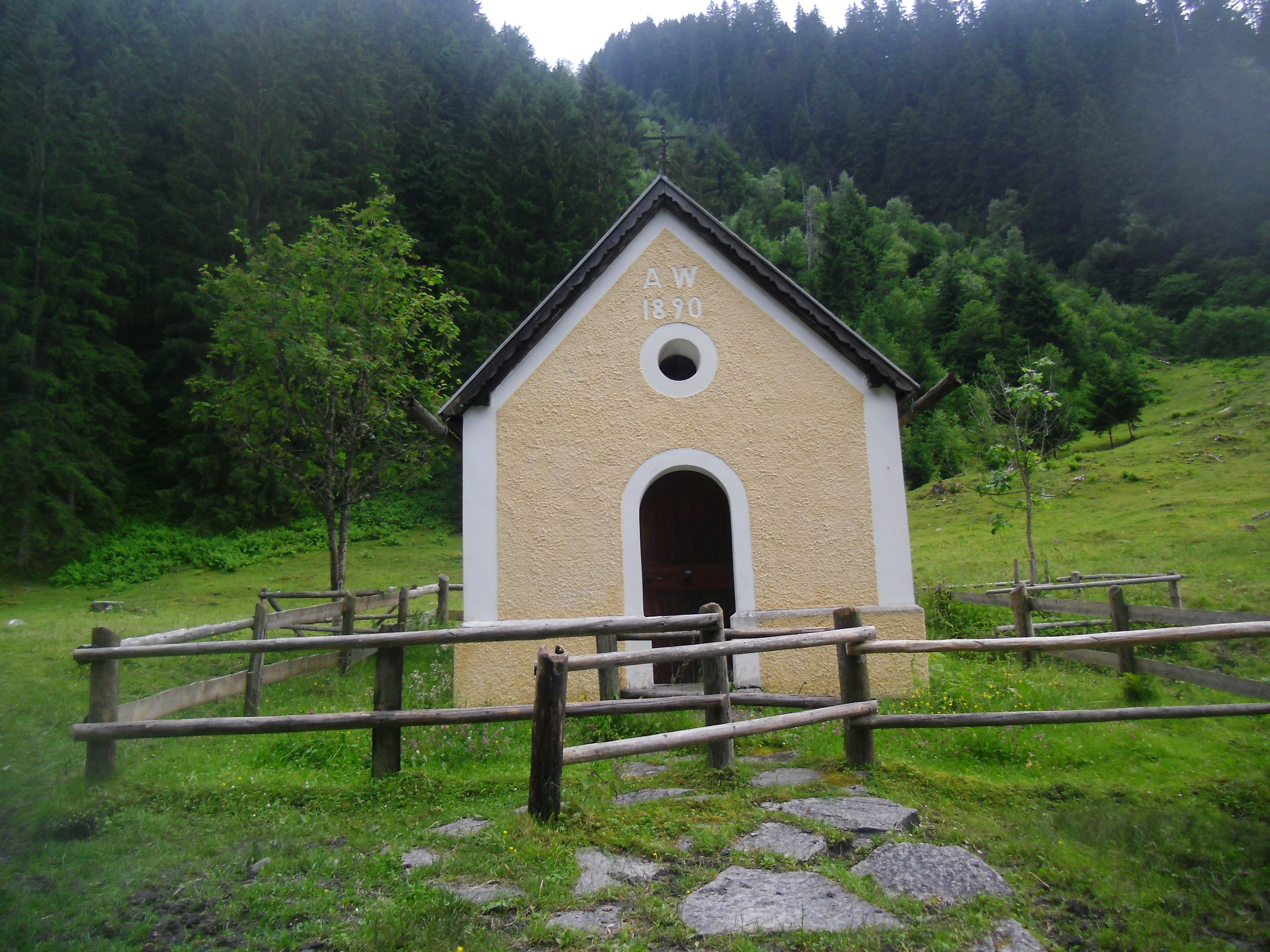
Kohler Kapelle

- Katholische Pfarrkirche Oberhofen im Inntal hl. Nikolaus: Diese wurde in den Jahren 1740–1742 vom Inzinger Baumeister Gallus Gratl errichtet.
- Heimatmuseum: Dieses behandelt die Geschichte des Dorfes
- Kohler Kapelle

## Wirtschaft und Infrastruktur
Im Telfer Becken gelegen, ist Oberhofen ein Standort für mittelständische Betriebe mit guter Infrastruktur.

### Wirtschaftssektoren
Von den 45 landwirtschaftlichen Betrieben des Jahres 2010 wurden 17 im Haupt-, 25 im Nebenerwerb und drei von juristischen Personen geführt. Diese drei bewirtschafteten mehr als drei Viertel der Flächen. Von den 330 Erwerbstätigen im Produktionssektor arbeiteten 258 im Bereich Herstellung von Waren, die übrigen in der Bauwirtschaft. Die größten Arbeitgeber im Dienstleistungssektor waren die Bereiche Handel, soziale und öffentliche Dienste und freiberufliche Dienstleistungen.
| Wirtschaftssektor            | Anzahl Betriebe | Anzahl Betriebe | Erwerbstätige | Erwerbstätige |
| Wirtschaftssektor            | 2011            | 2001            | 2011          | 2001          |
| ---------------------------- | --------------- | --------------- | ------------- | ------------- |
| Land- und Forstwirtschaft 1) | 45              | 48              | 36            | 43            |
| Produktion                   | 11              | 16              | 330           | 338           |
| Dienstleistung               | 63              | 21              | 128           | 73            |

1) Betriebe mit Fläche in den Jahren 2010 und 1999
| Von den 843 Erwerbstätigen, die 2011 in Oberhofen wohnten, arbeitete ein Fünftel in der Gemeinde, 650 pendelten aus. Mehr als 300 Menschen aus der Umgebung kamen zur Arbeit nach Oberhofen. Oberhofen bietet eine Vielzahl an gut begehbaren Wanderwegen sowie ein weit über 20 km umfassendes asphaltiertes Wegenetz, welches vom Inn-Radweg (dem längsten Radweg Tirols) ergänzt wird. Ebenso führt der Jakobsweg durch Oberhofen. Besondere Ausflugsziele sind etwa die von Mitte Juni bis Ende September bewirtschaftete Galtalm (1614 Meter) sowie die von Anfang Juni bis Mitte Oktober bewirtschaftete Melkalm (1694 Meter). Letztere genießt besonders großes Ansehen bei Mountainbikern. | Hier fehlt eine Grafik, die leider im Moment aus technischen Gründen nicht angezeigt werden kann. Wir arbeiten daran! |

### Verkehr
- Straße: Die Gemeinde liegt an der Völser Straße L 11 und ist über die Inntalautobahn (A 12) mit der Ausfahrt Telfs-West erreichbar.
- Bahn: Per Eisenbahn ist Oberhofen im Inntal über den Bahnhof Telfs-Pfaffenhofen der Arlbergbahn zu erreichen. Seit 13. Juni 2005 hat Oberhofen zudem eine eigene Haltestelle für den Regionalverkehr. Dort verkehren im 30-Minuten-Takt alternierend Schnellbahnzüge der S-Bahn Tirol der Linien  und .

### Vereine
Oberhofen verfügt über ein reges Vereinsleben. Zahlreiche Bürger sind bei der hiesigen Theatergruppe, der Landjugend, dem Kirchenchor, der Freiwilligen Feuerwehr, der Musikkapelle sowie in vielen weiteren Vereinen engagiert.

## Politik

### Gemeinderat
In den Gemeinderat werden 13 Mandatare gewählt.
| Partei                                                            | 2022    | 2022    | 2022    | 2016  | 2016    | 2016    | 2010  | 2010    |
| Partei                                                            | Prozent | Stimmen | Mandate | %     | Stimmen | Mandate | %     | Mandate |
| ----------------------------------------------------------------- | ------- | ------- | ------- | ----- | ------- | ------- | ----- | ------- |
| „UNSER Oberhofen“ mit Bürgermeisterkandidat JÜRGEN SCHREIER (UNO) | 58,28   | 563     | 8       |       |         |         |       |         |
| Gemeinsam für Oberhofen mit Bürgermeister Peter Daum (LISTE 1) 1) | 41,72   | 403     | 5       | 44,27 | 440     | 6       | 63,65 | 8       |
| JED – Alternative Zukunft für Oberhofen                           |         |         |         | 20,32 | 202     | 2       | 36,35 | 5       |
| Unabhängig für Oberhofen – UFO                                    |         |         |         | 35,41 | 352     | 5       |       |         |

1) Die Partei trat 2016 unter dem Namen „Gemeinsam für Oberhofen – Bürgermeisterkandidat Peter Daum“ an.

### Bürgermeister
Die letzten Bürgermeisterwahlen fanden gleichzeitig mit den Gemeinderatswahlen im Februar 2022 statt.
Jürgen Schreier wurde zum Bürgermeister gewählt.

### Wappen
Das Gemeindewappen wurde 1973 verliehen. Es zeigt eine blaue eingebogene Spitze in Silber, mit rotem Schildhaupt. Dies erinnert an das Wappen des Klosters Schlehdorf in Bayern und weist auf die früheste Namensnennung hin.

## Persönlichkeiten

### Ehrenbürger
- 2010: Helmut Kirchmair (1944–2022), Bürgermeister von Oberhofen im Inntal 1986–2010[12]

### Söhne und Töchter der Gemeinde
- Johann Wegscheider (1828–1907), Politiker und Jurist, Abgeordneter zum Salzburger Landtag 1870–1884, Mitglied des Abgeordnetenhauses 1871–1891[13]
- Karl Ruef (1916–2009), Offizier der Wehrmacht und des Bundesheeres
- Andreas Puelacher (* 1964), Alpinskitrainer